# Cladosporium ferox
Cladosporium ferox är en svampart som först beskrevs av Kabát & Bubák ex Lindau, och fick sitt nu gällande namn av J.C. David 1997. Cladosporium ferox ingår i släktet Cladosporium och familjen Davidiellaceae.   Inga underarter finns listade i Catalogue of Life.